# Jeffery Xiong

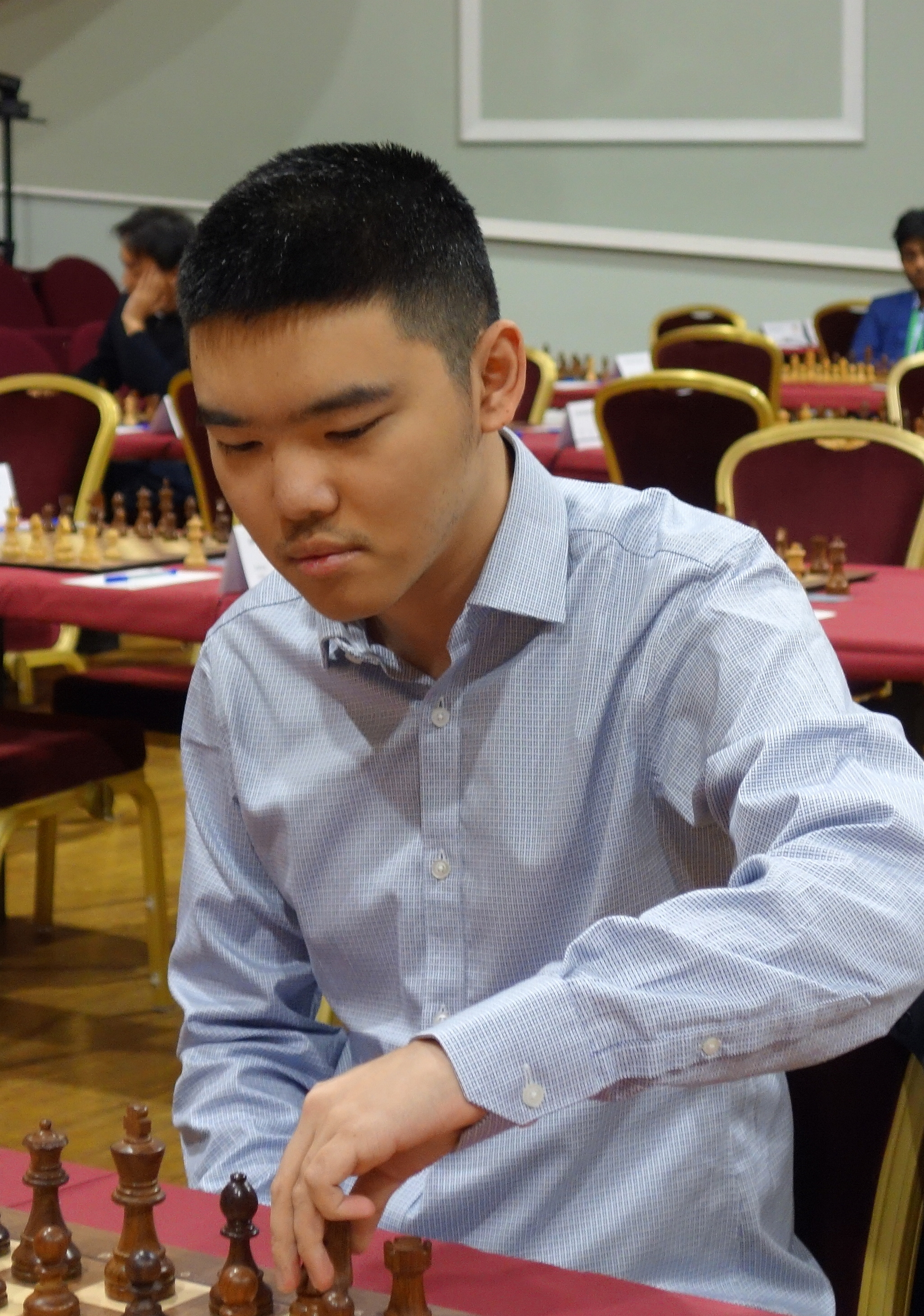
Jeffery Xiong

Jeffery Xiong (30 oktober 2000) is een Amerikaanse schaker. Hij kreeg in september 2015, op veertienjarige leeftijd, de titel Grootmeester uitgereikt door FIDE.

## Carrière
Xiong werd op vijfjarige leeftijd geïntroduceerd tot het schaken, toen hij een vriend van hem het spel zag spelen op een verjaardagsfeest. In 2015 werd hij de op-een-na jongste schaakgrootmeester toen hij in de Chicago Open grootmeester Lazaro Bruzon versloeg.